# Wärmedämmung
Wärmedämmung bezeichnet die Reduktion des Durchganges von Wärmeenergie durch eine Hülle, um einen Raum oder einen Körper vor Abkühlung oder Erwärmung zu schützen. Sie hat sich im Rahmen der Evolution bei warmblütigen (endothermen) Tieren entwickelt. In vielen technischen Bereichen werden zur Wärmedämmung natürliche oder künstlich hergestellte Dämmstoffe eingesetzt.
Wärmedämmung wird (umgangssprachlich) auch als Wärmeisolierung oder Wärmeisolation bezeichnet.

Fachsprachlich wird der Begriff Isolierung vornehmlich für den Schutz vor der Übertragung von elektrischem Strom oder von Schwingungen verwendet.

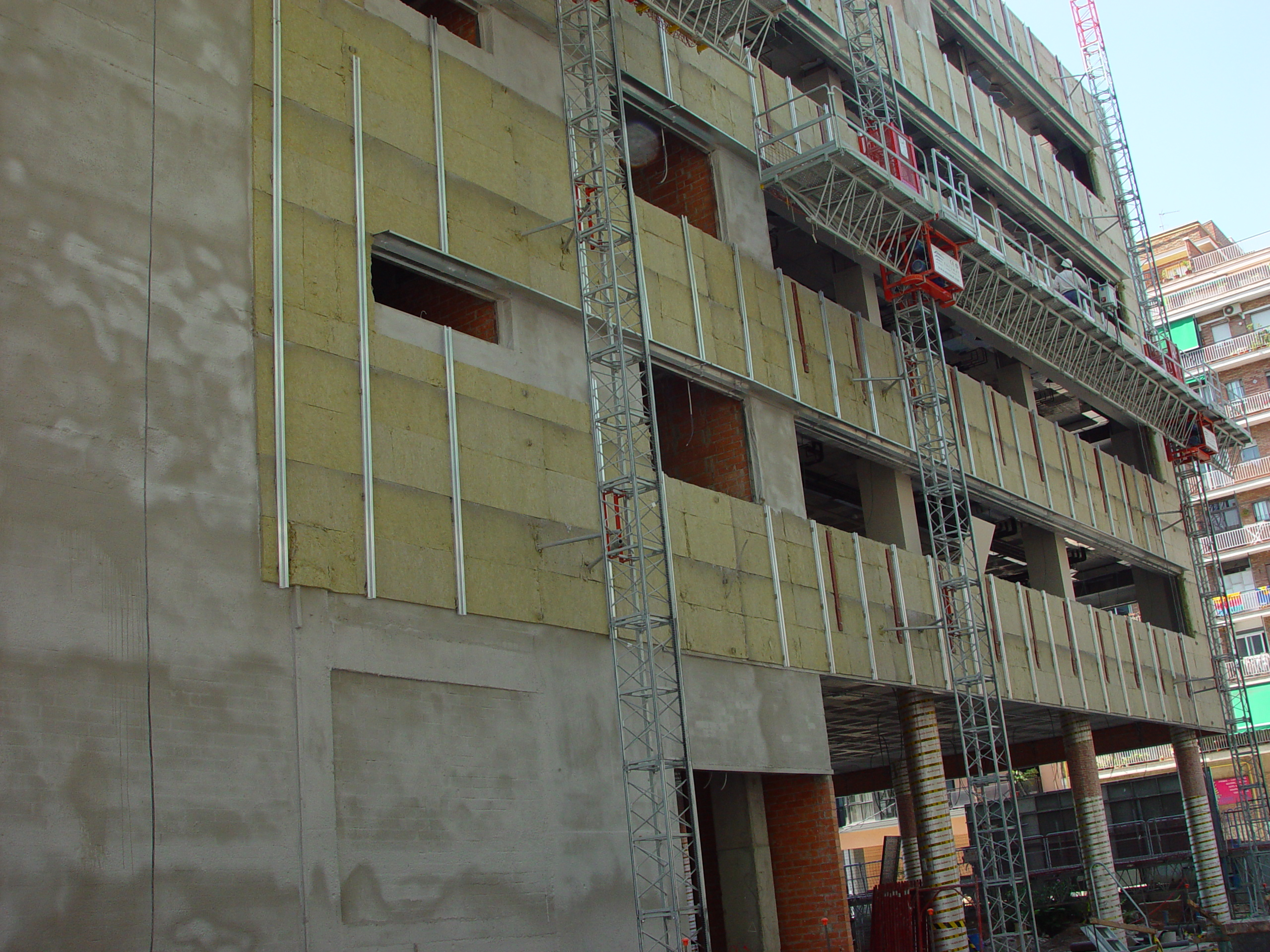
Mineralwolle als Wärmedämmung an einer Gebäudefassade. An den vertikalen Aluminiumprofilen wird die Fassadenbekleidung befestigt.

## Wärmeübertragung
Wärme wird durch drei Mechanismen übertragen:
- Wärmeleitung: Die Wärme wird durch die Bewegung von Molekülen weitergegeben. Stoffe mit hoher Dichte leiten Wärme meist besser als Stoffe mit einer geringen Dichte. So leitet Stahl Wärme besser als Holz. Wärmedämmung wird dadurch erreicht, dass die für die Wärmeleitung verantwortlichen Molekülkaskaden durch entsprechend geeignete Materialien sowie deren Anordnung verlängert oder unterbrochen werden.
- Wärmestrahlung: Die Wärme wird durch elektromagnetische Wellen weitergegeben. Wärmedämmung hinsichtlich der Verhinderung einer Erwärmung wird vor allem durch Reflexion (Spiegelung) auftreffender Wärmestrahlung erreicht, hinsichtlich der Verhinderung einer Abkühlung durch Verringerung der Oberflächentemperatur des Körpers durch Verringerung der Wärmeleitung in der äußeren Hülle des Körpers, sodass möglichst wenig Wärme abgestrahlt werden kann.
- Konvektion: Die Wärme wird durch Strömungen in Gasen oder Flüssigkeiten transportiert. Wärmedämmung wird durch Unterbrechung der Wärmeströmungen erreicht.[2] Eine Sonderform dieser Wärmemitführung, die häufig übersehen wird, ist die Wärmebindung durch Wasserdampf, d. h. die Verdampfungsenthalpie des Wasser(dampf)s bindet Wärmeenergie.

## Geschichtliches
Im Zuge der Entwicklung von Kältetechnikverfahren wurde auch die Entwicklung der Wärmedämmung vorangetrieben und 1918 das Forschungsheim für Wärmeschutz (heute: Forschungsinstitut für Wärmeschutz e. V. München, Abk. FIW) in München gegründet. Führende Persönlichkeit hierbei war Professor Carl von Linde, der ab 1868 für mehrere Jahrzehnte an der Technischen Hochschule lehrte und 1879 die Gesellschaft für Lindes Eismaschinen Aktiengesellschaft (heute: Linde AG) im Süden Münchens gründete.

## Gebäude

Temperaturverlauf in einer außen gedämmten Kalksandsteinwand im WDV-System

Die Wärmedämmung gehört zu den Maßnahmen des (baulichen) Wärmeschutzes und hat das Ziel, die Auskühlung beheizter Gebäude zu minimieren.
Bis Mitte des 20. Jahrhunderts hatte die Wärmedämmung von Gebäuden einen geringen Stellenwert. Man behalf sich durch wärmende Bekleidung und das Zusammenrücken in wenigen, tagsüber mit vorwiegend wärmestrahlenden Einzelöfen beheizten Räumen. Die meisten Menschen arbeiteten körperlich und kühlten dadurch weniger aus, als es bei Schreibtischtätigkeiten der Fall ist.
In den 1960er-Jahren wurde Heizöl erschwinglich und es wurden zahlreiche neue Wohnungen und Häuser mit Öl-Zentralheizungen erbaut. Dabei wurde jedoch selten auf energetische Aspekte geachtet.
Im Zuge der ersten Ölkrise 1973/74 vervierfachte sich der Ölpreis; 1979/80 verdreifachte er sich noch einmal. In den 1970er und 1980er Jahren entstand im Zusammenhang mit der Diskussion um sauren Regen und Waldsterben ein Bewusstsein für die Notwendigkeit der Reduktion saurer Abgase und für die Rationalität von energiesparenden Maßnahmen wie z. B. Wärmedämmung.
In Deutschland trat im November 1977 die erste Wärmeschutzverordnung für Gebäude in Kraft, diese ging Anfang 2002 in der Energieeinsparverordnung (EnEV) auf. Am 1. November 2020 wurde die EnEV wiederum durch das Gebäudeenergiegesetz abgelöst.

### Bauphysikalische Kennwerte
| - Wärmeleitfähigkeit λ                               | Dies bezeichnet die spezifischen wärmedämmenden Eigenschaften eines Stoffes unter der Annahme, dass kein Luftzug (Konvektion) auftritt. Je kleiner der Wert, desto besser ist die wärmedämmende Wirkung. |
| - Wärmedurchgangskoeffizient (U-Wert, früher k-Wert) | Dieser bezeichnet die spezifischen wärmedämmenden Eigenschaften eines Bauteils unter Einbeziehung der Wärmeübergangswiderstände zu den angrenzenden Luftschichten. Der Wärmedurchgang eines Bauteils hängt ab von den Wärmeleitfähigkeiten der verwendeten Materialien und deren Schichtdicken (!) sowie von der Bauteilgeometrie (ebene Wand, zylindrisch gekrümmte Rohrwandung etc.) und den Übergangsbedingungen an den Bauteiloberflächen. Das Bauteil kann aus mehreren Stoffen bestehen, die hintereinander oder nebeneinander angeordnet sind. Ein Beispiel wäre die Außenwand eines Gebäudes oder ein Fenster. Je kleiner der Wert, desto besser ist die wärmedämmende Wirkung. Der Kehrwert ist der Wärmedurchgangswiderstand. |
| - Wärmedurchlasskoeffizient                          | Dieser entspricht dem Wärmedurchgangskoeffizienten, jedoch ohne Einbeziehung des Wärmeübergangswiderstands zu den angrenzenden Luftschichten. Der Kehrwert ist der Wärmedurchlasswiderstand. |
| - R-Value                                            | In Nordamerika werden Bauteile üblicherweise mit dem R-Value charakterisiert und Baustoffe mit dem R-Value per Inch. Dies entspricht dem Wärmedurchlasswiderstand mit angloamerikanischen Maßeinheiten. Der Wärmedurchlasswiderstand in der metrischen Variante wird dort als RSI oder R(SI) bezeichnet. Ein RSI-Value [m²·K/W] entspricht etwa dem 0,176-fachen Umrechnungsfaktor für R-Value nach RSI-Value beispielsweise bei: eines R-Value [h·ft²·°F/Btu] Der 0,144-fache Kehrwert des R-Value per Inch [h·ft²·°F/(Btu·in)] bzw. der 0,0254-fache Kehrwert des RSI-Value per Inch [m²·K/(W·in)] eines Stoffes ergibt die Wärmeleitfähigkeit λ [W/(m·K)]. [Der Umrechnungsfaktor 0,144 wird aus dem Faktor 0,176 für den R-Value nach RSI-Value und dem Faktor 0,0254 für Inch nach Meter wie folgt berechnet: 1 / (0,176 / 0,0254) = 0,144] |

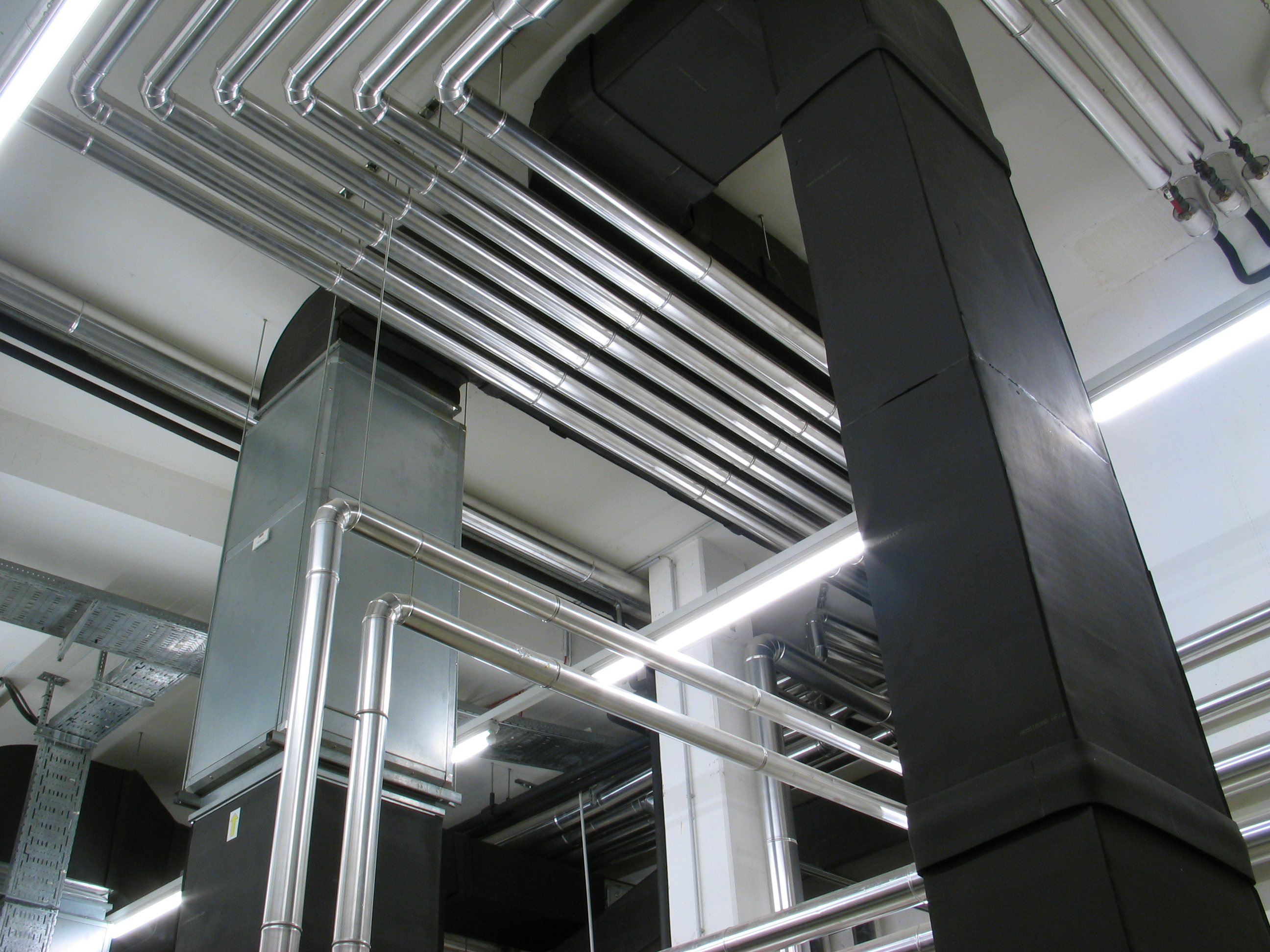
Wärmegedämmte Rohrleitungen in einem Heizungskeller. Zur Minimierung der Verluste durch Strahlungsaustausch werden die Rohrleitungen speziell gedämmt, um die Oberflächentemperatur zu senken, deren Einfluss mit 4. Potenz steigt. Die metallisch glänzenden Oberflächen der Rohrleitungen senken den Emissionsfaktor.

Wie schnell sich eine Temperaturänderung in einem Material ausbreitet, hängt nicht nur von seiner Wärmeleitfähigkeit, sondern auch von seinem Wärmespeichervermögen ab. Maßgeblich hierfür ist die Temperaturleitfähigkeit.

### Arten
Bei Gebäuden werden Baustoffe, Bauteile und sonstige konstruktive Methoden eingesetzt, um den Wärmedurchgang aufgrund von Wärmeleitung und Wärmestrahlung durch die Gebäudehülle einzuschränken. In vielen Fällen ist damit auch die Gewährleistung der Luftdichtheit verbunden.
- Wärmedämmstoffe sind Stoffe, deren spezifische Wärmeleitfähigkeit λ besonders gering ist (kleiner als 0,1 [W/(m·K)]) und deren Hauptzweck die Wärmedämmung ist.

Typische Ausführungsarten der Wärmedämmung in Bezug auf das Gebäudeteil sind: Dachdämmung, Wanddämmung, Fassadendämmung, Perimeterdämmung und Deckendämmung. In Bezug auf die Lage im Gebäudeteil sind typische Ausführungsarten: Innendämmung, Gefachdämmung, Kerndämmung, Außendämmung.
- Konstruktionsbaustoffe mit wärmedämmenden Eigenschaften. Hier steht die lastabtragende Wirkung oder der Schutz vor Witterung im Vordergrund. Beispiele sind wärmedämmender Außenputz, wärmedämmende Mauersteine wie Hochlochziegel, Vollholz und Holzwerkstoffe. Wärmedämmende Wände oder Decken aus homogenen mineralischen Baustoffen, ohne nennenswerten Einsatz von Dämmstoff, werden als monolithische Bauweise bezeichnet.

### Sonderfall Innendämmung

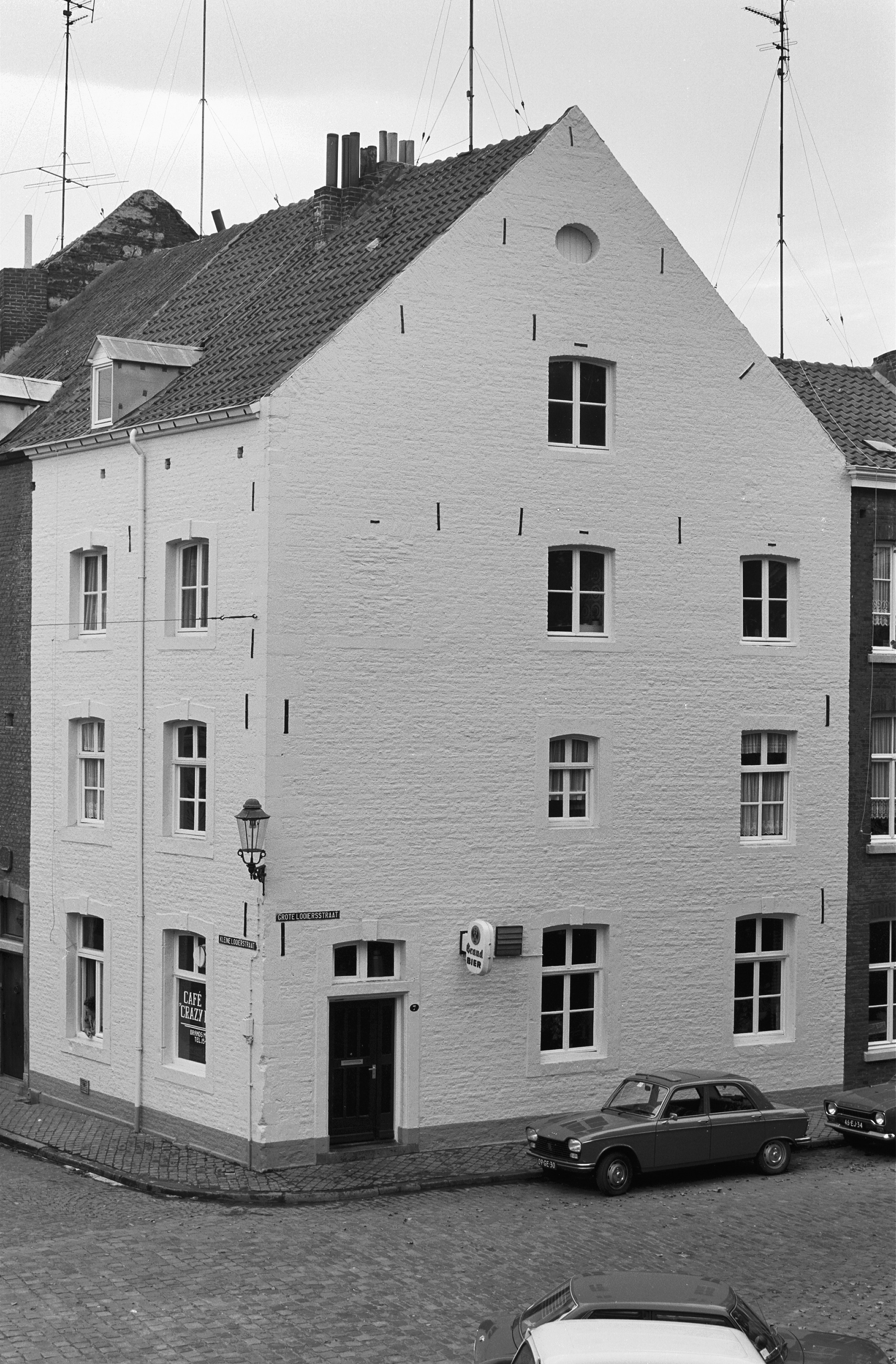
Durch den Auftrag einer Wärmedämmung geht das charakteristische Fassadenbild historischer Gebäude verloren. Durch eine Innendämmung kann die lebhafte Oberflächenstruktur dieser dünn überputzten Ziegelfassade erhalten werden. Als bauphysikalisch unproblematisch haben sich beispielsweise Holzfaserdämmplatten erwiesen, die auch von Laien etwa mit Lehmputz verklebt und überzogen werden können.

Innendämmungen werden meistens ausgeführt, um eine historische Fassade erhalten zu können, z. B. bei Fachwerkhäusern. Sie bieten sich ebenso an, wenn aus architektonischen Gründen die tragende Wandschale auch die sichtbare Außenfläche bilden soll und eine zweischalige Wand zu aufwändig wäre, beispielsweise bei Naturstein-, Klinker- oder Sichtbetonwänden, sowie bei Blockhäusern. Auch können sie von den Hausbewohnern selber ausgeführt werden, da kein Gerüst benötigt wird und ein Zimmer nach dem anderen gedämmt werden kann.
Zu beachten ist, dass sich der Taupunkt durch den Einbau einer Innendämmung innerhalb des Wand- oder Deckenaufbaus nach innen verlagert, typischerweise an den Kontaktpunkt von Dämmung und massiver Außenwand. Die im Winterhalbjahr in die Dämmschicht diffundierende, feuchte Innenraumluft kondensiert an dieser Stelle. Falls die hier entstehende Feuchtigkeit nicht durch die Kapillarität poröser Baumaterialien abgeführt wird und an innerer oder äußerer Bauteiloberfläche verdunsten kann, kann es zu Feuchteschäden am Bauwerk kommen.
Sind weder der Dämmstoff selber noch die massive Außenwand zu einem ausreichenden kapillaren Wassertransport fähig, muss die Innendämmung durch eine Dampfbremse vor eindringendem Wasserdampf geschützt werden. Zu beachten ist dabei:
- An Übergängen zu Innenwänden, Decke, Vor- und Rücksprüngen und Wandöffnungen sowie bei Durchdringungen der Dampfbremsschicht für Steckdosen, Heizungsrohre usw. sind völlig luftdichte Anschlüsse schwierig herzustellen. Dampfbremsfolien sind anfällig für spätere Beschädigungen. Durch die früher üblichen Dampfbremsfolien konnte eindringende Luftfeuchtigkeit schlecht wieder zur Innenwandseite hin abtrocknen, so dass es insbesondere bei der Verwendung von leicht durchströmbarem, nicht-kapillarem Dämmstoff wie Mineralwolle zur Ansammlung von größeren Feuchtigkeitsmengen kam. Heute werden vermehrt feuchte-adaptive Dampfbremsbahnen verwendet, die den Rücktransport der Feuchtigkeit erleichtern. Feuchtigkeit kann auch durch die Außenwand abtrocknen, wenn ausschließlich kapillaraktive Baustoffe verwendet werden.
- Die Dampfbremse behindert die Austrocknung von Außenwänden, die an der Wetterseite häufig von Schlagregen betroffen sind, zur Innenwandseite hin. Eine Verkleidung der westlichen Außenwand, die traditionell oft mit Schiefer-Schindeln oder als Holzschalung ausgeführt wurde, schützt vor dem Einfluss von Schlagregen.

Da die Dampfbremse den Feuchtigkeitsaustausch mit der Innenraumluft behindert, sollte vor der Dampfbremse innenraumseitig eine Schicht von ca. 2 cm Dicke aus diffusionsoffenem, speicherfähigem Material wie Putz, Gipskarton oder Holz vorgesehen werden, um die erwünschte Pufferwirkung der Wandoberfläche zu ermöglichen.
Inzwischen liegen langjährige Erfahrungen mit Innenwanddämmungen vor, die ohne klassische Dampfbremsschicht auskommen. Voraussetzung ist die zügige Ableitung des sich in der Dämmschicht bildenden Tauwassers zur inneren und äußeren Wandoberfläche durch die durchgehende Kapillarität des gesamten Wandaufbaus. Hierzu werden kapillaraktive Dämm- und Wandbaustoffe hohlraumfrei miteinander verbunden. In Feuchträumen und Küchen empfiehlt es sich, die Menge des in die Wand eindringenden Wasserdampfs zu begrenzen, indem beispielsweise ein kunstharzhaltiger Innenputz mit definiertem Diffusionswiderstand verwendet wird. Erhältlich sind auch Holzfaserdämmplatten mit einer speziellen integrierten mineralischen Dampfbremse, welche die Kapillarität kaum einschränkt. Neben Leichtlehm und Holzfaserdämmstoff wurde eine Vielzahl neuartiger Dämmstoffe entwickelt, die sich als Innendämmung eignen. Dazu gehören Wärmedämmputze, Mineralschaumplatten, Calciumsilikatplatten und Verbundmaterialien mit leichten mineralischen Zuschläge wie Perlite und Blähton.
In jedem Fall sollte eine Innendämmung hohlraumfrei und strömungsdicht gegenüber der Raumluft mit der Wandkonstruktion verbunden werden, um sowohl eine Hinterlüftung als auch Konvektionsströmungen innerhalb des Wandaufbaus zu vermeiden, die im Winter zu lokal erhöhter Kondensatbildung führen würden.

### Feuchtigkeit
Unzureichender Wärmeschutz kann während der Heizperiode den Anfall von Tauwasser verursachen. Liegen an innenseitigen Bauteiloberflächen über einen längeren Zeitraum erhöhte Feuchtewerte vor, kann dies zu Pilzwachstum (Schimmelpilz) und Fogging-Effekte führen. Durch eine Wärmedämmung der Außenwände und -decken sowie eine Luftzirkulation an den Bauteiloberflächen kann dies sicher verhindert werden.
Wenn bei der Ausführung von Wärmedämmmaßnahmen nicht auf die Abfuhr von eventuell auftretendem Tauwasser durch Luftzirkulation oder Kapillareffekt geachtet wird, kann es zu einer Akkumulation von Feuchtigkeit innerhalb des Bauteils kommen, wodurch sich der Dämmwert stark verringert und mittelfristig Bauschäden auftreten können, insbesondere an organischen Baustoffen wie Holz.

#### Tauwasseranfall durch Innenluft
Wärmedämmung vergrößert die Temperaturunterschiede innerhalb einer bestimmten Strecke. Falls Innenluft oder Wasserdampf in entsprechend kalte Bereiche eindringt, kann dies zum Anfall von Tauwasser führen. Je niedriger dort die Temperatur und je höher die Raumluftfeuchtigkeit, desto eher wird Kondenswasser anfallen. Mit einer luftdichten Abdichtung, die sogenannte Dampfsperre, kann das unmittelbare Einströmen von Innenluft sowie die Wasserdampfdiffusion erschwert, in der Praxis jedoch kaum gänzlich verhindert werden. In aller Regel werden deshalb zusätzliche Vorkehrungen getroffen, damit die trotzdem eingetretene Feuchtigkeit wieder abtransportiert wird oder bis zu einem gewissen Grad unschädlich aufgenommen werden kann.

#### Verlagerung des Tauwasseranfalls
Tauwasser fällt vornehmlich an der kältesten Stelle an. Durch wärmedämmende Maßnahmen kann die kälteste Stelle in ungünstigere Bereiche verlagert werden, beispielsweise beim Fenster von der Glasscheibe zur Laibung. Es ist deshalb anzustreben in allen der Innenluft zugänglichen Bereichen eine Oberflächentemperatur oberhalb des Taupunktes zu erreichen, die Luftfeuchtigkeit durch Wohnungslüftung zu vermindern oder an diesen Stellen weniger problematische Baustoffe zu verwenden.

#### Feuchtetransport, Hygroskopische Speicherfähigkeit und Kapillarität
Jeder Baustoff steht in einem Feuchtegleichgewicht zu seiner Umgebung. Je nach Standort, wo er eingesetzt ist, wird sich das Feuchtegleichgewicht und die Höhe des Wassergehalts anders schnell einstellen.
Die Fähigkeit, Wasser kurzzeitig aufzunehmen und so bei Situationen wie Schlagregen oder Kondensatbildung eine kritische Durchfeuchtung zu vermeiden, wird als „hygroskopische Speicherfähigkeit“ bezeichnet (siehe auch w-Wert, Wasseraufnahmekoeffizient). Kapillaraktive Baustoffe (siehe zum Beispiel kapillaraktive Kleidung) sorgen dann für den Abtransport von Feuchtigkeit innerhalb der Konstruktion. Baustoffe, die beide Eigenschaften vereinen, sind unter anderem Ziegel, Gips, Holzfaserwerkstoffe, Lehm oder Calciumsilikat-Platten. Porenbeton besitzt zwar eine hohe Speicherfähigkeit, ihm fehlt aber die Eigenschaft, das Wasser wieder schnell abzugeben. Wichtig hierbei ist bei den Konstruktionen, dass sie den Wassertransport nicht durch ungeeignete Wandbeschichtungen (Dispersionsfarben, Tapeten, Dampfsperren) behindern.
Neben der Wasserleitung durch Kapillarität gibt es auch Wasserdampfleitung durch Diffusion (siehe dazu auch Wasserdampfdiffusionswiderstand).

#### Feuchtigkeitsschäden
Es ist zu prüfen, ob Wasser durch Kondensation der Innenluft, durch Lecks der Wasserversorgung oder von außen anfällt. Bei Feuchtigkeit im Sommer kann das Lüften an schwülen bzw. heißen Tagen warme Luft an Oberflächen in kalten Räumen (Keller, Kirchen) kondensieren lassen. Bei Feuchtigkeit im Winter können über Messung der Oberflächeninnentemperatur kalte Stellen identifiziert werden (Infrarotthermometer). Ist z. B. eine Fensterlaibung in der Nähe des Rahmens großflächig oder an einzelnen Stellen ungewöhnlich kalt, kann die Rahmendämmung Fehler aufweisen. Gegebenenfalls muss an dieser Stelle die Fuge zwischen Rahmen und Mauerwerk zur Überprüfung der Dämmung geöffnet werden. Bei eingebauter Dampfsperre wie Folien ist zuvor zu überlegen, inwiefern dabei diese beschädigt werden kann und gegen die Auswirkungen der Ursachenklärung des Schimmelbefalls abzuwägen. Bei größeren Fehlern der Rahmendämmung kann zwischen Mauerwerk und Rahmen so viel Wasser kondensieren, dass dies die Luftfeuchtigkeit des Raumes erhöht. Das kondensierte Wasser kann an anderen Stellen des Mauerwerks an der Wand austreten und Schimmel bilden (tieferliegend, auch tieferliegend seitlich). Eine Sanierung durch das Einbringen von Schaum zwischen Rahmen und Mauerwerk kann bei selbst genutztem Eigentum kostensparend versucht werden. Tatsächlich ist aber eine fachgerechte Sanierung des Rahmeneinbaues mit Dampfsperren notwendig. Bei massiven Dämmfehlern ist zu überlegen, ob dabei auch der Aufbau unter Fensterbrettern und ggf. Außentürschwellen untersucht werden soll.

#### Luftdichtheit und Lüftung
Je umfassender die Wärmedämmung eines Gebäudes, desto größer wird der Anteil der Lüftungswärmeverluste am Energiebedarf eines Gebäudes. Insbesondere bei Niedrigenergiehäusern wird darum Wert auf die Luftdichtheit der Gebäudehülle gelegt, so dass eine kontrollierte Wohnraumlüftung anstelle der traditionellen natürliche Lüftung treten muss.
Um die Dämmung trocken und wirksam zu erhalten, muss diese vor dem Eindringen von Luft mit erhöhtem Feuchtegehalt geschützt werden. Um den Feuchtigkeitseintrag aus der Innenraumluft zu verhindern, werden vorzugsweise der Innenputz oder die innere Wandverkleidung als Luftdichtigkeitsebene gestaltet, indem diese luftdicht an Wände, Decken, Fenster und sonstige Durchbrüche angeschlossen werden.
Durch die Installation einer Kern- oder Außendämmung wird die Luftdichtheit eines Gebäudes in der Regel nicht verändert. Bei einer Installation einer Innendämmung muss hingegen darauf geachtet werden, dass die innere Oberfläche luftdicht ausgeführt wird.

### Wirtschaftlichkeit
Es ist schwierig, allgemeine Aussagen über die Wirtschaftlichkeit von wärmedämmenden Maßnahmen zu treffen, da es viele Einflussfaktoren gibt. Entscheidend zur Ermittlung des energetischen Einsparpotenzials sind die klimatischen Randbedingungen, das Außen- und Innenklima und der energetische Zustand der Bauteile vor und nach der Sanierung. Aber auch die finanziellen Randbedingungen sind von großer Bedeutung, darunter die tatsächlichen Sanierungskosten, Kreditkosten und Laufzeiten sowie die beabsichtigte Nutzungsdauer. Neben diesen projektspezifischen Angaben sind zudem allgemeingültige, jedoch unstete Parameter wie Energiepreis und Energiepreissteigerung sowie Realzinsentwicklung wichtig.
Aufgrund des starken Einflusses der Randbedingungen sollte die Amortisationszeit von energetischen Maßnahmen in Zeiträumen angegeben werden. Gemäß einer Studie im Auftrag des Gesamtverbands Dämmstoffindustrie im Jahr 2015 ergeben sich für die an einem Gebäude typischerweise durchgeführten Wärmeschutzmaßnahmen die in der folgenden Tabelle aufgeführten Amortisationszeiten.
| Bauteil Dämmung                                                                       | Typischer Ausgangs- U-Wert [W/(m²·K)] | Amortisationszeit [a] | Amortisationszeit [a]                  |
| Bauteil Dämmung                                                                       | Typischer Ausgangs- U-Wert [W/(m²·K)] | Mittelwert            | Bereich mit 95%iger Wahrscheinlichkeit |
| ------------------------------------------------------------------------------------- | ------------------------------------- | --------------------- | -------------------------------------- |
| Außenwand WDVS (EPS und MW) energiebedingte Kosten                                    | 1,4                                   | 06                    | 4 bis 10                               |
| Kellerdecke von unten mit Bekleidung ohne Bekleidung                                  | 1,3                                   | 08 06                 | 6 bis 13 4 bis 10                      |
| Steildach (Sanierung von außen inkl. kompletter Neueindeckung) energiebedingte Kosten | 0,9                                   | 10                    | 6 bis 16                               |
| Flachdach energiebedingte Kosten                                                      | 0,9                                   | 07                    | 5 bis 13                               |
| Oberste Geschossdecke begehbar nicht begehbar                                         | 0,9                                   | 10 03                 | 6 bis 15 2 bis 05                      |

Der Amortisations- und Wirtschaftlichkeitsrechner für Bauteile der österreichischen Internetplattform und Datenbank baubook ermöglicht eine Ermittlung der idealen Dämmdicke auf Basis mehrerer Dutzend Vorgabewerte im Hinblick auf verschiedene Nachhaltigkeits- und Wirtschaftlichkeits-Kriterien.
Die Ergebnisse der Auswertung verschiedener Varianten zeigen, dass im Hinblick auf Klimaschutz, Umweltauswirkungen und Energieverbrauch Dämmdicken zwischen 30 und 120 cm sinnvoll erscheinen. Nach rein finanziellen Kriterien beurteilt liegen die optimalen Dämmdicken häufig zwischen 10 und 30 cm.
Bei nichttransparenten Gebäudeteilen wird ein Teil der auftreffenden solaren Strahlungsenergie an der außenseitigen Oberfläche reflektiert und ein Teil in Wärmeenergie umgewandelt. Der dadurch bewirkte Temperaturanstieg an der Außenseite verringert den Temperaturunterschied zwischen der (warmen) Innenseite und der (kälteren) Außenseite eines Gebäudes, so dass weniger Wärme aus dem Gebäude abfließt. Als Alternative zur Wärmedämmung wird vorgeschlagen, dem solaren Strahlungseintrag auf der Südseite des Gebäudes einen möglichst geringen Wärmedämm-Widerstand entgegenzusetzen und stattdessen auf eine ausreichend hohe Wärmekapazität des Gebäudes zu achten, um solare Energie zu speichern. Zuweilen wird die Meinung vertreten, der Wärmebedarf eines Hauses könne mit Wärmedämmung sogar höher werden als ohne. Als Beleg hierfür wird eine Erhebung des Hamburger GEWOS-Instituts von 1995 angeführt, die jedoch erhebliche Mängel aufweist, beispielsweise die fehlende Berücksichtigung der Verluste der Heizungssysteme.
In einem Feldtest zur energetischen Sanierung von Wohngebäuden wurden knapp 180 Ein-, Zwei- und Mehrfamilienhäuser untersucht, bei denen ab 2006 der Heizkessel erneuert und/oder die Wärmedämmung verbessert wurde, um das technische Potenzial von Sanierungsmaßnahmen mit dem praktischen Erfolg zu vergleichen und die Wirksamkeit der Sanierungen zu steigern. Bei Ertüchtigung von Dach, Außenwand und Fenstern konnten Einsparungen zwischen 21 und 48 Prozent nachgewiesen werden. Auffällig war die häufig mangelhafte Dämmung von Verteilleitungen und Armaturen in unbeheizten Räumen und Bauteilen. Die Ursachen für ausbleibende Sanierungserfolge lagen primär in der mangelhaften Planung, Ausführung und Qualitätssicherung. Beispielsweise wurde im Anschluss an die Dämmmaßnahmen nur in jedem zehnten Gebäude eine Heizungsoptimierung durchgeführt. Mit teilweise einfachen Optimierungen und Nachbesserungen könnte im Bereich Raumwärme und Warmwasserbereitung zusätzlich ca. 25 bis 30 kWh/m²a eingespart werden.

### Probleme und Kritik

#### Brandschutz

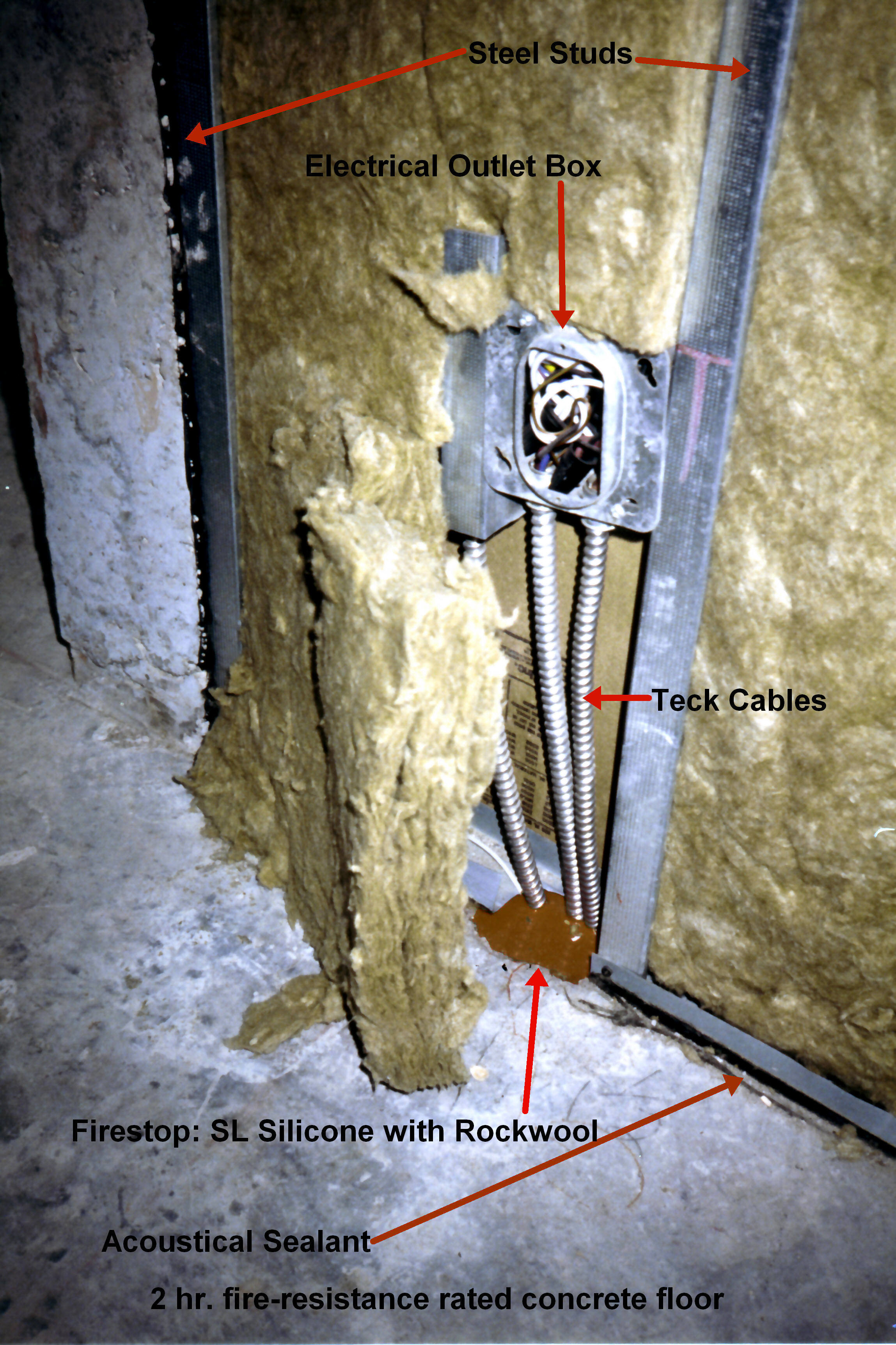
Steinwolle trägt zur Wärmedämmung ebenso wie zum Brandschutz innerhalb einer Leichtbauwand in Kanada bei.

Zu Brandschutz und entsprechenden Problemen mit Polystyrolschaumstoffen siehe Polystyrol#Brandverhalten und Wärmedämmverbundsystem#Brandverhalten.

#### Luftdichtheit und Zwangsbelüftung
Mit zunehmender Luftdichtheit der Gebäudehülle zur Vermeidung von Lüftungswärmeverlusten sind sporadisches manuelles Lüften, der vorhandene unkontrollierte Luftaustausch sowie Diffusionsvorgänge kaum mehr ausreichend, um ausreichend Feuchtigkeit aus dem Gebäude abzuführen. Neben dem Aspekt der Frischluftversorgung der Bewohner ist aus diesem Grund eine kontrollierte Wohnraumlüftung ab einer gewissen Luftdichtheit angemessen. Da die Verbesserung der Luftdichtheit eine kontinuierliche Entwicklung war, eine kontrollierte Wohnraumbelüftung jedoch eine sprunghafte Veränderung der bisherigen Gebäudetechnologie darstellt, wurde dieser begleitende Entwicklungsschritt nicht immer vollzogen. Auftretende Feuchtigkeitsschäden werden – mangels Kenntnis der Zusammenhänge – der Wärmedämmung zugeschrieben. Kritiker bemängeln, dass die Zwangsbelüftung eines Gebäudes ein unnatürlicher Zustand sei, der in der Vergangenheit nie notwendig war. Angeführt wird auch das Argument, dass diffusionsoffene und kapillaraktive Baustoffe eine ansonsten notwendige Zwangsbelüftung entbehrlich machen würden. Wobei in dieser Argumentation unberücksichtigt bleibt, dass Raumlüftung neben dem Feuchteschutz noch weiteren Aspekten wie der Luftqualität dient. Weiterhin, dass Baufehler, wie Undichtigkeiten oder Löcher in der Rahmendämmung, nicht erkannt und Belüftungsfehler verantwortlich gemacht werden.

#### Algenbefall an Bauteilen im Außenklima
Die biologische Vergrauung oder Schwärzung von Fassaden ist in der Regel immer ein Hinweis auf erhöhte Feuchtigkeitswerte. Bei gedämmten Fassaden bildet sich Feuchte meist als Tauwasser an der Oberfläche. Bei massiven Wandkonstruktionen liegt es eher an aufsteigender Feuchte aus dem Erdreich oder an Regenwasser, das an der Wetterseite oder aufgrund geringer Dachüberstände häufig auf die Wand trifft, von porösen Baustoffen aufgenommen und über eine längere Zeit gespeichert wird.
Je besser die Wärmedämmung, desto geringer sind die Temperaturunterschiede zwischen der äußeren Oberfläche der Außenwand und der Außenluft. Moderne Dünnschichtputze haben zudem eine geringe Wärmespeicherfähigkeit und kühlen somit schnell aus. Wenn die nächtliche Abstrahlung größer ist, als die von innen nachgeführte Wärmemenge, kann die Außenwand-Oberfläche eine Temperatur annehmen, die unterhalb der Außenlufttemperatur liegt.
In Nächten, in denen entweder die Lufttemperatur stark abfällt (so dass die Luftfeuchte bis auf 100 % ansteigt) oder aufgrund eines wolkenlosen Himmels viel Wärme abgestrahlt wird, bildet sich Tauwasser auf allen Oberflächen, die wegen ihrer geringen Speicherfähigkeit schnell abkühlen (oder aufgrund ihrer Ausrichtung zum Himmel viel Wärme abstrahlen). Neben Blättern, Gras und Autokarosserien kondensiert die Luftfeuchte dann auch an gut gedämmten Fassaden mit dünnschichtigem Putz. Typische Wärmedämmverbundsysteme bestehen aus Materialien, die schlechte Wärmespeicher sind und zusätzlich auch kaum Feuchtigkeit aufnehmen: Dämmschaum oder Mineralwolle mit Kunstharzputz. Im Gegensatz zu traditionellen Wandaufbauten wird das Tauwasser nicht aufgesaugt, sondern verbleibt an der Oberfläche und bildet zusammen mit sich anlagerndem Staub aus der Luft ein Substrat, auf dem sich Algen, Moose, Flechten und insbesondere Schwärzepilze ansiedeln. Die Befestigungsmittel zeichnen sich oft als helle Punkte auf vergrauten WDVS-Fassaden mit Dünnschichtputzen ab, da die Dämmstoffnägel oder -schrauben eine starke Auskühlung des angrenzenden Putzes verhindern, woraufhin sich auch weniger Tauwasser bildet.
Besonders anfällig für Algenwachstum sind zur Hauptwetterseite ausgerichtete oder beschattete Außenwände mit guter Wärmedämmung oder Vorhangfassade und geringer Wärmespeicherfähigkeit. Laut einem Bericht des NDR wären 75 % der wärmegedämmten Häuser davon betroffen, wenn dem Putz nicht Biozide (Algizide, Fungizide) zugemischt würden, die in der Landwirtschaft bereits verboten seien.  Wenn diese chemischen Mittel nach einigen Jahren ausgewaschen sind, kann sich dennoch ein Bewuchs ausbilden. Auch nicht gedämmte Außenflächen weisen heute aufgrund der gesunkenen Schwefeldioxid-Belastung der Luft wieder mehr Bewuchs auf als zuvor. Abhilfe schafft das regelmäßige Abbürsten betroffener Flächen mit Wasser. Auch der Einsatz von mineralischen Farben (Silikatbasis) soll Algenbildung reduzieren.

#### Bauschäden
Kritisch kann die Installation von Dämmmaterialien als Innendämmung (auf Innenseite der Außenwände) sein, da die Feuchtigkeit der Raumluft in die Dämmung diffundieren und im Winter zwischen Dämmmaterial und Mauerwerk kondensieren kann. Durch die Auffeuchtung reduziert sich der Dämmwert von Wand- und Dämmmaterial. Natürliche und bestimmte mineralische Dämmmaterialien sind in der Lage, die in der Dämmschicht kondensierende Luftfeuchtigkeit kapillar abzuführen. Mineralwolle und offenporige Dämmschäume müssen in der Regel durch eine Dampfsperre vor dem Eindringen von Feuchtigkeit aus der Raumluft geschützt werden, wenn diese auf der Innenwand angebracht werden. Lufträume zwischen Innendämmung und Außenwand sollten vermieden werden. Insbesondere dürfen diese nicht von der Innenraumluft durchströmt werden.
Durchgängig angebrachte Außendämmungen sind in der Regel unproblematisch. Von außen gedämmtes Mauerwerk liegt im warmen Bereich, d. h. es hat annähernd die Temperatur der Innenräume. Sofern keine Wärmebrücken vorhanden sind, trifft die feuchtwarme Innenluft dann auf keine kalte Oberfläche, an der sie auskondensieren würde. Je nach Ausführung sollte die Außendämmung vor Schlagregen geschützt werden. Eine kapillaraktive und diffusionsoffene Ausführung ist vorzuziehen, damit durch Bau- oder Wasserschäden eindringende Feuchte zügig austrocknen kann.

## In der Technik

### Allgemeines
In der Technik wird Wärmedämmung eingesetzt, um technische Prozesse zu ermöglichen oder deren Energiebedarf zu minimieren. Weitere Einsatzgebiete sind beispielsweise die Verhinderung von Frostschäden oder der Schutz von Lebensmitteln, aber auch der Schutz von Raumflugkörpern durch einen Hitzeschild.
Besonders effektive Wärmedämmungen werden als Superisolierung bezeichnet.

### Anlagentechnik
Der Schutz vor Wärmeverlusten bzw. Kälteverlusten durch „Wärmegewinne“ bei Kältemaschinen und ihren Rohrleitungen (Kälteanlagen), ist sowohl für die Energieeffizienz, als auch für die Anlagenfunktion an sich in vielen Fällen betriebsnotwendig. Durch die gestiegenen Kosten fossiler Energieträger kommt ein ökonomischer Anreiz hinzu.

## Bei Lebewesen
Die Bandbreite körpereigener Wärmedämmung endothermer (warmblütiger) Wirbeltiere reicht von der natürlich vorhandenen Behaarung bzw. Befiederung, bei denen jeweils Luft der Hauptwärmeisolator ist, über das Fettgewebe bis zur Speckschicht (besonders bei polarer oder mariner Lebensweise). Darüber hinaus verwenden viele Tiere beim Nestbau wärmedämmende Materialien.
In Ermangelung einer dichten Behaarung, wie sie die meisten anderen Säugetiere aufweisen, bedienen sich Menschen einer Bekleidung aus pflanzlichen oder synthetischen Fasern sowie Tierfellen, um sich vor Wärmeverlust zu schützen (siehe auch Nacktheit).